# Ковалёв Рог (Чечерский район)
Ковалёв Рог (бел. Кавалёў Рог) — посёлок в Оторском сельсовете Чечерского района Гомельской области Беларуси.

## География

### Расположение
В 1 км на запад от Чечерска, 38 км от железнодорожной станции Буда-Кошелёвская (на линии Гомель — Жлобин), 66 км от Гомеля.

### Гидрография
На реке Чечора (приток реки Сож), на западе мелиоративный канал.

## Транспортная сеть
На автодороге Чечерск — Рысков. Планировка состоит из короткой, почти широтной прямолинейной улицы, к которой с юга присоединяется короткая дугообразная улица. Застройка двусторонняя, деревянная, усадебного типа.

## История
Основан в начале XX века переселенцами из соседних деревень. Наиболее активно застройка велась в 1920-е годы. В 1926 году в Чечерском сельсовете Чечерского района Гомельского округа. В 1930 году организован колхоз. 14 жителей погибли на фронтах Великой Отечественной войны. Согласно переписи 1959 года в составе колхоза «Стяг коммунизма» (центр деревня Отор).

## Население

### Численность
- 2004 год — 24 хозяйства, 42 жителя.

### Динамика
- 1926 год — 22 двора, 105 жителей.
- 1959 год — 169 жителей (согласно переписи).
- 2004 год — 24 хозяйства, 42 жителя.